# فیلیپ داتون
فیلیپ داتون (انگلیسی: Phillip Dutton؛ زادهٔ ۱۳ سپتامبر ۱۹۶۳) سوارکار اهل استرالیا-آمریکا بود.